# Monument d'Aksentije Miladinović
Le monument d'Aksentije Miladinović (en serbe cyrillique : Надгробни споменик кнезу Аксентију Миладиновићу ; en serbe latin : Nadgrobni spomenik knezu Aksentiju Miladinoviću) est située à Čibutkovica, en Serbie, dans la municipalité de Lazarevac et sur le territoire de la Ville de Belgrade. Remontant au début du XIXe siècle, il est inscrit sur la liste des monuments culturels protégés de la République de Serbie et sur la liste des biens culturels de la Ville de Belgrade.

## Présentation
Le prince et voïvode Aksentije Miladinović est mort le 23 janvier 1820 et a été enterré dans le vieux cimetière de Čibutkovica.
Le monument, taillé dans une pierre en grès verdâtre, est constitué d'une haute stèle en pierre érigée à l'emplacement de la mort du prince. Par sa forme et ses ornements, il est caractéristique des pierres tombales du grand Belgrade de la fin du XVIIIe siècle et du début du XIXe siècle.